# Pinheiro de Ázere
Pinheiro de Ázere ist eine Gemeinde (Freguesia) im portugiesischen Kreis Santa Comba Dão. 2011 lebten dort 937 Einwohner.